# Zethenia albonotaria
Zethenia albonotaria är en fjärilsart som beskrevs av Bremer 1864. Zethenia albonotaria ingår i släktet Zethenia och familjen mätare. Inga underarter finns listade i Catalogue of Life.